# 辻野正人
辻野 正人（つじの まさと、1955年 - ）は映画・テレビドラマ作品の元監督・演出家。函館ラ・サール高校、早稲田大学演劇科卒業。

## 経歴
27歳で大学を卒業後、親戚の縁で脚本家の八木保太郎に師事。東映と繋がりのあった八木の紹介で、東映の関連会社であるユニ企画に所属し、1985年に東映不思議コメディーシリーズ『勝手に!カミタマン』へサード助監督として参加。痛風により一時現場を離れるが、復帰後セカンド助監督となり、さらにチーフ助監督であった近藤杉雄の監督昇進に伴いチーフ助監督へ昇格。32歳のときに『おもいっきり探偵団 覇悪怒組』にて監督デビューを果たす。同作品ではシナリオも執筆している。次回作の『じゃあまん探偵団 魔隣組』でもメガホンを執るが、スケジュール進行のトラブルで作品中途で東映を離れる。
数々のテレビ・映画作品に助監督として携わった後、助監督を務めていた『世にも奇妙な物語』の現場で不思議コメディーシリーズのプロデューサーを務めていたフジテレビの石原隆と再会し、石原の推薦で同作品終盤では監督を務めた。にっかつで監督や助監督を務めたのち、再び東映での仕事も手掛けるようになる。1995年の『超力戦隊オーレンジャー』からスーパー戦隊シリーズへ参加する。
2008年4月のクールでは『科捜研の女』と『トミカヒーロー レスキューフォース』の両作品でメイン監督を務めるなど精力的に活動した。『科捜研の女』にはスタート当初から第10シリーズまで全てメイン級の監督として参加をしていたが、2011年10月スタートの第11シリーズからはローテーションから外れ、結果的には2011年1月放送の『フェイク 京都美術事件絵巻』が最後の演出作品となった。

## 人物
元々映画が好きであったが、制作側を志したきっかけは大学時代に海外を放浪した際に黒澤明などの映画が世界共通の話題になっていたことであった。
不思議コメディー時代の監督陣では坂本太郎と最も気が合っていたといい、2019年のインタビューでも酒を酌み交わす間柄であることを語っている。
不思議コメディーシリーズのメインライターである浦沢義雄を高く評価しているが、『覇悪怒組』『魔隣組』では浦沢の脚本回を担当することはなかった。辻野は、新人には荷が重いので会社が気を遣ってくれていたと述べている。
シナリオライターでは『ビーナスハイツ』『世にも奇妙な物語』『電磁戦隊メガレンジャー』などで組んだ武上純希との仕事が多い。『星獣戦隊ギンガマン』第15話は念願のコメディであったため二人で盛り上がったという。
1995年に『重甲ビーファイター』の立ち上げで参加を打診されていたが、番組の撮影が始まっても声がかからなかったため抗議したところ、『オーレンジャー』に参加する運びとなったという。
スーパー戦隊シリーズではパイロット後の第3話・第4話を担当することが多い。辻野は、第3話・第4話は基本設定の説明が終わっており、役者もキャラクターを掴んでいて、ストーリー作りに集中できるので比較的やりやすいと述べている。
スーパー戦隊シリーズ以前はアクション作品に縁がなかったため、同シリーズのアクション監督の制度に馴染むことができず、アクションやメカのパートは任せきりであったと述べている。

## 作品

### 演出（監督）

#### 連続テレビドラマ
- 東映不思議コメディーシリーズ
  - おもいっきり探偵団 覇悪怒組（1987年、東映・フジテレビ）[注釈 1]
  - じゃあまん探偵団 魔隣組（1988年、東映・フジテレビ）
- 明るい家庭の作り方（1992年、東映・フジテレビ）
- 真夏の出来事（1992年、東映・フジテレビ）
- ビーナスハイツ（1992年、東映・毎日放送）
- ツインズ教師（1993年、にっかつ撮影所・テレビ朝日）
- 幕末高校生（1994年、東映・フジテレビ）
- 青春の影（1994年、テレビ朝日、T's Co.,ltd.）
- スーパー戦隊シリーズ
  - 超力戦隊オーレンジャー（1995-1996年、東映・テレビ朝日）
  - 電磁戦隊メガレンジャー（1997-1998年、東映・テレビ朝日）
  - 星獣戦隊ギンガマン（1998-1999年、東映・テレビ朝日）[注釈 2]
  - 特捜戦隊デカレンジャー（2004-2005年、東映・テレビ朝日）
  - 獣拳戦隊ゲキレンジャー（2007-2008年、東映・テレビ朝日）
- 木曜の怪談
  - 木曜の怪談 七瀬ふたたび（1995年、東映・フジテレビ）[注釈 3]
  - 木曜の怪談 ゴーストハンター早紀（1996年、東映・フジテレビ）[注釈 3]
- 闇のパープル・アイ（1996年、東映・テレビ朝日）[注釈 3]
- 京都始末屋事件ファイル（1999年、東映・テレビ朝日）
- 科捜研の女1（1999年、東映・テレビ朝日）
  - 科捜研の女2（2000年、東映・テレビ朝日）[注釈 3]
  - 科捜研の女3（2001年、東映・テレビ朝日）
  - 科捜研の女4（2002年、東映・テレビ朝日）
  - 科捜研の女5（2004年、東映・テレビ朝日）
  - 科捜研の女6（2005年、東映・テレビ朝日）[注釈 3]
  - 科捜研の女7（2006年、東映・テレビ朝日）[注釈 3]
  - 科捜研の女8（2008年、東映・テレビ朝日）[注釈 3]
  - 科捜研の女9（2009年、東映・テレビ朝日）[注釈 3]
  - 科捜研の女10（2010年、東映・テレビ朝日）[注釈 3]
- 別れる二人の事件簿（2000年、東映・テレビ朝日）
- 魔弾戦記リュウケンドー（2006年、松竹・テレビ東京）
- トミカヒーロー レスキューフォース（2008年-2009年、松竹・テレビ東京）[注釈 3]
- 赤かぶ検事奮戦記（2010年、松竹・TBS）
- フェイク 京都美術事件絵巻（2011年、東映・NHK）

#### 単発テレビドラマ
- 世にも奇妙な物語
  - 『ホーム・ドラマ』（1991年、にっかつ撮影所・フジテレビ）
  - 『かげふみ』（1994年、東映・フジテレビ）
  - 『史上最強の転校生』（1997年、東映・フジテレビ）
- 大人は判ってくれない
  - 『ダブル・イーグル』（1992年、にっかつ撮影所・フジテレビ）
  - 『うそつき』（1992年、にっかつ撮影所・フジテレビ）
- If もしも
  - 『緊急事態！飛行機で行くか？新幹線で行くか？』（1993年、にっかつ撮影所・フジテレビ）
  - 『人生やりなおすなら、十八才に戻る？二十五才に戻る？』（1993年、にっかつ撮影所・フジテレビ）
- ブラックX'mas（1994年、フジテレビ）
- なんでも屋大蔵の事件簿2（2003年、M GARAGE・テレビ東京）
- 新・科捜研の女
  - 新・科捜研の女2時間スペシャル（2008年、東映・テレビ朝日）
  - 新・科捜研の女2時間スペシャルⅡ（2010年、東映・テレビ朝日）

#### オリジナルビデオ
- オンブヤ　無敵のブックメーカー（1994年、にっかつ撮影所）

### 脚本
- おもいっきり探偵団 覇悪怒組（1987年、東映・フジテレビ）
- じゃあまん探偵団 魔隣組（1988年、東映・フジテレビ）